# 雷緒
雷 緒（らい しょ、生没年不詳）は、中国後漢時代末期の部将。揚州廬江郡の人。袁術軍の雷薄と同一人物の可能性もあるが、活動時期が異なる点などを踏まえ、別人として本記事を作成する。なお、雷薄とは血縁関係にある可能性もある。

## 事跡
| 姓名           | 雷緒                   |
| 時代           | 後漢時代               |
| 生没年         | 〔不詳〕               |
| 字・別号       | 〔不詳〕               |
| 本貫・出身地等 | 揚州廬江郡             |
| 職官           | 〔不詳〕               |
| 爵位・号等     | -                      |
| 陣営・所属等   | 〔独立勢力〕→曹操→劉備 |
| 家族・一族     | 〔不詳〕               |

後漢末期に廬江を中心に活動した独立勢力指導者である。
建安5年（200年）、雷緒は陳蘭・梅乾（梅成、あるいは梅成の縁者か）と共に、廬江太守の李術（または李述）が揚州刺史の厳象を殺して管轄地域が混乱した隙に、数万人の兵を集めて長江・淮河一帯で暴れ周った。その後、曹操が派遣した新任の揚州刺史として劉馥が赴任すると、雷緒・梅乾は一旦これに降っている。
建安13年（208年）、廬江に駐屯していた雷緒は数万の軍勢を率い、荊州南部4郡を制圧したばかりの劉備に帰順した。この同時期に、雷緒は曹操軍の夏侯淵から攻撃を受けて敗北したが、これが劉備への帰順前か後かのどちらの時点での事なのか不詳である。
以後、雷緒の名は史書に見当たらない。また、雷薄と同一人物でないならば、雷緒は小説『三国志演義』には登場しない。